# 大倉直
大倉直（おおくら ちょく、1966年 - ）は、日本のノンフィクション作家。

## 経歴
敬和学園高等学校卒業。和光大学人文学部人間関係学科卒業。旅行人編集長の蔵前仁一に見出され、『メキシコホテル』で本格デビューした。『陸軍将校のつくったチーズ』は第13回小学館ノンフィクション大賞の最終候補作となる。

## 著書
- 『あてはないけど旅に出る』（近代文芸社、1993年1月）
- 『メキシコホテル』（旅行人、1996年10月）＊『増補版メキシコホテル』（小松書館、2022年4月）
- 『暇な男は北で遊ぶ―北海道移住記』（愛育社、2001年4月）
- 『陸軍将校のつくったチーズ』（愛育社、2007年9月）
- 『脱ニッポン人生』（草思社、2009年2月）
- 『有元史郎と芝浦工業大学　日本近代化の夢を信じた工学者たち』（小松書館、2024年4月）（『奇蹟の学校～有元史郎と四人の技術者たち～』（愛育社、2012年12月）改題・新版）
- 『命の旅人　野本三吉という生き方』（現代書館、2014年2月）
- 『六市と安子の〝小児園〟　日米中で孤児を救った父と娘』（現代書館、2017年6月）
- 『閂をはずせ　日本近現代史をめぐる知られざる物語（１）』（小松書館、2020年9月）
- 『影絵のようなもの　日本近現代史をめぐる知られざる物語（２）』（小松書館、2021年1月）
- 『サイパン時間旅行』（小松書館、2021年9月）
- 『親の人生を背負う　日本近現代史をめぐる知られざる物語（３）』（小松書館、2025年1月）

## 共著
- 『世界が私を呼んでいた!』（旅行人）
- 『アジア大バザール』（講談社文庫、2000年7月）
- 『人生を変える旅』（幻冬舎文庫、2003年11月）
- 『沖縄ナンクル読本』（講談社文庫）
- 『メキシコ　～ラテンでいこうよ　アミーゴ!～』（トラベルジャーナル）